# Никитенко, Константин Сергеевич
Константин Сергеевич Никитенко (5 апреля 1922 года — 15 апреля 2020 года) — советский лётчик, командир правительственного авиаотряда, который ранее назывался отдельным авиаотрядом № 235, Герой Социалистического Труда (9 февраля 1973).

## Биография
Родился в 5 апреля 1922 года  в селе Леньки Барнаульского уезда Алтайской губернии (ныне – Благовещенского района Алтайского края). С апреля 1941 года – в Красной Армии. После окончания летных курсов служил инструктором в 9-м авиационно-тренировочном отряде. В годы Великой Отечественной войны готовил боевых лётчиков. Демобилизован в сентябре 1946 года в звании капитана.
Окончил Бугурусланское лётное училище гражданской авиации. До 1967 года вёл инструкторскую работу в различных школах высшей лётной подготовки гражданской авиации (ШВЛП ГА). Являлся заместителем начальника Ульяновской ШВЛП ГА (ныне – Ульяновский институт гражданской авиации имени главного маршала авиации Б. П. Бугаева).
10 ноября 1967 года был зачислен в отдельный авиаотряд №235 Министерства гражданской авиации (МГА) СССР (ныне – ФГБУ «Специальный лётный отряд «Россия» Управления делами Президента Российской Федерации) на должность командира авиаэскадрильи самолётов Ил-18. Имел большой опыт работы за границей в качестве представителя Аэрофлота в Гвинее, где под его руководством осваивались многие типы отечественных самолётов и вертолётов.
С 1972 по 1986 год – командир отдельного авиаотряда №235 гражданской авиации МГА СССР. За годы руководством отдельным авиаотрядом №235 МГА упрочил ведущее место и роль этого авиапредприятия в отрасли.
Избирался депутатом Моссовета (пять созывов).
5 апреля 2016 года одному из воздушных судов ФГБУ «СЛО «Россия» – самолёту Ту-204-300 присвоено имя К.С. Никитенко.
Жил в Москве. Умер 15 апреля 2020 года. Похоронен в Москве на Троекуровском кладбище.

## Награды и звания
- Герой Социалистического Труда,
- орден Ленина,
- орден Октябрьской революции,
- орден Трудового Красного Знамени,
- орден Дружбы народов
- Заслуженный пилот СССР.